# Han So-hee
Dans ce nom coréen, le nom de famille, Han, précède le nom personnel.
Han So-hee (coréen : 한소희) née Lee So-hee (이소희) le 18 novembre 1993 à Ulsan, est une actrice et mannequin sud-coréenne. Elle commence sa carrière en tant que second rôle dans les séries télévisées suivantes : Money Flower (2017), 100 Days My Prince (2018) et Abyss (2019), puis poursuit son parcours avec des rôles principaux, notamment dans les séries The World of the Married (2020), Nevertheless (2021) et My Name (2021), produites par Netflix. Son interprétation du personnage Yeo Da-kyung dans The World of the Married lui permet de se faire connaître au grand public.

## Biographie
Son nom de naissance est Lee So-hee (이소희). Elle a fait ses études au lycée pour filles d'Ulsan ainsi qu'à l'université des arts d'Ulsan.

### Carrière

#### 2017 - 2019: débuts
Tout d'abord, elle apparait dans le clip de la chanson Tell Me What To Do de SHINee en 2016. Par la suite, elle fait ses débuts d'actrice en 2017 dans le drama Reunited Worlds avec un petit rôle.
Han So-hee obtient deux seconds rôles dans les dramas Money Flower de MBC TV en 2017 et 100 Days My Prince de tvN en 2018. Plus tard en 2018, elle fait une apparition dans la série After The Rain de KBS2 et joue dans le clip-vidéo The Hardest Part du chanteur Roy Kim.
Elle poursuit sa carrière toujours avec des seconds rôles, notamment dans le drama Abyss (2019), aux côtés des acteurs principaux Ahn Hyo-seop et Park Bo-young.

#### 2020 - 2021: percée et rôles principaux
En 2020, Han So-hee joue dans le drama à succès de JTBC The World of the Married, aux côtés de Kim Hee-ae et Park Hae-joon, dans lequel elle obtient son premier rôle principal. Elle y interprète Yeo Da-kyung, la jeune maîtresse de Lee Tae Oh (Park Hae-joon). La série est considérée comme la mieux notée de l'histoire de la télévision coréenne. Han So-hee se révèle au grand public grâce à l'énorme succès de ce drama.
En 2021, elle obtient deux rôles principaux dans deux dramas consécutifs produits par Netflix, Nevertheless et My Name.

## Filmographie

### Séries télévisées
| Année | Titre                    | Titre          | Chaîne   | Rôle                     | Notes      | Réf.   |
| Année | Anglais                  | Coréen         | Chaîne   | Rôle                     | Notes      | Réf.   |
| ----- | ------------------------ | -------------- | -------- | ------------------------ | ---------- | ------ |
| 2017  | Reunited Worlds          | 다시 만난 세계 | SBS      | Lee Seo-won              |            |        |
| 2017  | Money Flower             | 돈꽃           | MBC      | Yoon Seo-won             |            |        |
| 2018  | 100 Days My Prince       | 백일의 낭군님  | tvN      | Kim So-hye               |            | [ 4 ]  |
| 2018  | After the Rain           | 옥란면옥       | KBS2     | Soojin                   | Apparition |        |
| 2019  | Abyss                    | 어비스         | tvN      | Jang Hee-jin / Oh Su-jin |            | [ 5 ]  |
| 2020  | The World of the Married | 부부의 세계    | JTBC     | Yeo Da-kyung             |            | [ 6 ]  |
| 2021  | Nevertheless             | 알고있지만     | JTBC     | Yoo Na-bi                |            | [ 10 ] |
| 2021  | My Name                  | 마이네임       | Netflix  | Yoon Ji-woo              |            | ,      |
| 2022  | Soundtrack #1            | 사운드트랙 #1  | Disney + | Lee Eun-soo              |            |        |
| 2023  | La Créature de Kyŏngsŏng | 경성크리처     | Netflix  | Yoon Chae-ok             |            |        |

### Web-séries
| Année   | Titre                        | Titre            | Site web | Rôle        | Notes            | Réf.   |
| Année   | Anglais                      | Coréen           | Site web | Rôle        | Notes            | Réf.   |
| ------- | ---------------------------- | ---------------- | -------- | ----------- | ---------------- | ------ |
| À venir | Why Did You Come To My House | 우리집에 왜 왔니 | À venir  | Seo Eun-soo | Comédie musicale | [ 13 ] |

### Clip-vidéos
| Titre              | Année | Artiste(s)                 | Réf.   |
| ------------------ | ----- | -------------------------- | ------ |
| Tell Me What To Do | 2016  | Shinee                     | [ 14 ] |
| That Girl          | 2017  | Jung Yong-hwa (feat. Loco) | [ 15 ] |
| The Hardest Part   | 2018  | Roy Kim                    | [ 16 ] |
| You&I              | 2019  | MeloMance                  | [ 17 ] |
| Seven              | 2023  | Jungkook                   | [ 18 ] |

## Prix et nominations
| Cérémonie                 | Année                         | Catégorie                                      | Travail nommé            | Résultats  | Réf.   |
| ------------------------- | ----------------------------- | ---------------------------------------------- | ------------------------ | ---------- | ------ |
| APAN Star Awards          | 7e APAN Star Awards 2021      | Meilleure nouvelle actrice                     | The World of the Married | Nomination | [ 19 ] |
| Asia Artist Awards        | 2020                          | Meilleure débutante de l'année                 | The World of the Married | Lauréat    | [ 20 ] |
| Asia Artist Awards        | 2021                          | Prix pour la popularité                        | Han So-hee               | En attente | [ 21 ] |
| Baeksang Arts Awards      | 56e Baeksang Arts Awards 2020 | Meilleure nouvelle actrice à la télévision     | The World of the Married | Nomination | [ 22 ] |
| Brand of the Year Awards  | 2020                          | Meilleure actrice de l'année - étoile montante | The World of the Married | Lauréat    | [ 23 ] |
| Hallyu Drama - Grand Prix | 2021                          | Meilleure actrice dans un second rôle          | The World of the Married | Lauréat    |        |
| Korea First Brand Awards  | 2021                          | Meilleure actrice - étoile montante            | The World of the Married | Lauréat    | [ 24 ] |
| MAXIM K-model awards      | 2017                          | CF Model Awards                                | Han So-hee               | Lauréat    |        |
| MBC Drama Awards          | 2017                          | Meilleure nouvelle actrice                     | Money Flower             | Nomination |        |